# Łukasz Pielorz
Łukasz Pielorz (ur. 23 maja 1983 w Jastrzębiu-Zdroju) – polski piłkarz, grający na pozycji obrońcy.